# Wiązów
Wiązów é um município da Polônia, na voivodia da Baixa Silésia e no condado de Strzelin. Estende-se por uma área de 9,16 km², com 2 296 habitantes, segundo os censos de 2016, com uma densidade de 252,2 hab/km².